# Michalková
Michalková es un municipio del distrito de Zvolen en la región de Banská Bystrica, Eslovaquia, con una población estimada a final del año 2024 de 45 habitantes.
Se encuentra ubicado en el centro-oeste de la región, en los montes Centrales Eslovacos y la cuenca hidrográfica del río Hron —un afluente izquierdo del Danubio— y cerca de la frontera con la región de Nitra.

## Demografía
| Año        | 1994 | 2004    | 2014     | 2024     |
| ---------- | ---- | ------- | -------- | -------- |
| Población  | 42   | 46      | 37       | 45       |
| Diferencia |      | +9,52 % | −19,56 % | +21,62 % |

| Año        | 2023 | 2024    |
| ---------- | ---- | ------- |
| Población  | 43   | 45      |
| Diferencia |      | +4,65 % |